# Ilddans
 Der er for få eller ingen kildehenvisninger i denne artikel, hvilket er et problem. Du kan hjælpe ved at angive troværdige kilder til de påstande, som fremføres i artiklen.

 Denne artikel bør gennemlæses af en person med fagkendskab for at sikre den faglige korrekthed.

Ilddans er dans med levende ild. Den ældste kendte brug af ilddans stamme fra Samoa i Stillehavet, hvor den blev kaldt Siva Afi og ild kniv.
Det er en gammel traditionel dans fra den anden side af verdenen. De forskellige kulture danser med forskellige ild redskaber, f.eks. på Samoa er ildstaven populær, i Indonesien og på New Zealand danser de med poi, som er en slags kæder med ildkugler i enderne. Mere moderne ilddans udføres med ild sjippetorv, ild hulahopring og ild fingre. 
Ilddans bliver ofte danset til levende musik.
Op gennem 90'erne er ilddans blevet mere og mere udbredt over hele verdenen via fuldmåne-fester, musikfestivaller, koncerter, firma og kultur arrangementer.
Det største ilddanse arrangement er Burningmanfestivallen, hvor 1.000 mennesker danser med ild samtidig ude i Nevadaørkenen.